# اليساندرو بيتي روسا
اليساندرو بيتي روسا (بالبرتغالية: Alessandro Beti Rosa‏) (9 أبريل 1977 بساو باولو في البرازيل - ) هو لاعب كرة قدم برازيلي في مركز حراسة المرمى. لعب مع بوتافوغو ريغاتاس وجمعية بورتوغيزا الرياضية ونادي ريو برانكو ونادي سبورت ريسيفه ونادي سيارا وناسيونال ماديرا ونادي فورتاليزا ونادي بوتافوغو اس بي وناسيونال ساو باولو.

## روابط خارجية
- اليساندرو بيتي روسا على موقع قاعدة بيانات كرة القدم.إي يو (الإنجليزية)
- اليساندرو بيتي روسا على موقع Soccerway.com (الإنجليزية)